# Alice Mumford
Alice Mumford (Colombia, 1965) es una pintora británica. 

## Trayectoria
Mumford asistió a la Escuela Dartington Hall entre 1978 y 1982, antes de empezar sus estudios en Southwark College of Art and Design en Londres donde permaneció hasta 1984. Desde 1984 hasta 1987 estudió en la Escuela de Artes y Oficios de Camberwell y, posteriormente, en 1995, realizó un master en la Escuela de Arte de Falmouth.
  

Mumford vive y trabaja en Cornualles donde  enseña pintura y dibujo al natural en la Escuela de Pintura St Ives y es académica de la Academia Royal West of England. El profesor Richard Demarco ha dicho de su trabajo:
"Me encanta el trazo de Alice Mumford. Sus pinceladas animan la superficie del papel, el lienzo y la tabla ". 
Mumford a menudo utiliza imágenes en sus pinturas, obtenidas a través del reflejo del objeto en un espejo en lugar del objeto en sí mismo para crear una sensación de espacio. Ha participado en varias exposiciones colectivas en la Galería Rainyday en Penzance, desde 1996; en la Galería Covent Garden, en 1988 y en el Great Atlantic Map Works, en St Just durante 1999. Ha expuesto individualmente en Cobra & Bellamy en 2001 y en Julian Lax en 2003.